# Палацова вулиця (Санкт-Петербург)
Палацова вулиця (рос. улица Дворцовая) — вулиця в місті Пушкіні Пушкінського району міста Санкт-Петербурга. Пролягає від Садової вулиці до Петербурзького шосе. До вулиці прилягають вулиці Московська, Пушкінська, Шкільна, Магазейна, Фермська дорога, Академічний проспект.